# Ontario Teachers’ Federation
Die Ontario Teachers’ Federation (OTF; französisch: Fédération des enseignantes et des enseignants de l’Ontario, FEO) ist eine Berufsgewerkschaft, die über 160.000 Lehrer an den öffentlich finanzierten Schulen Ontarios vertritt. Die OTF betreibt den Ontario Teachers’ Pension Plan (OTTP), der im Jahr 2021 mit einem verwalteten Vermögen von rund 200 Milliarden US-Dollar Kanadas größter Pensionsplan für Einzelberufe war und als einer der weltweit größten Institutionellen Investoren gilt.

## Geschichte
Die OTF wurde durch ein Lehrberufsgesetz (den Teaching Profession Act) von 1944 gegründet. 
1997 versammelte die Organisation Tausende von Lehrern und Unterstützern auf dem Vorgarten der Ontario Legislature in Toronto zu einem Streik.
Im Jahr 2018 gab es fünf Lehrergewerkschaften, die die Ontario Teachers’ Federation (OTF) umfassten, zu diesem Zeitpunkt wurde sie als eine Gewerkschaft beschrieben, die rund 160.000 Lehrer an öffentlichen Schulen vertrat.
Im Januar 2022 einigte sich die OTF mit Bildungsminister Stephen Leccee darauf, dass pensionierte Lehrer für 95 statt 50 Tage wieder eingestellt werden können.

## Mitglieder
Die vier Lehrerverbände von Ontario sind OTF-Mitglieder: die Association des enseignantes et des enseignants franco-ontariens (AEFO), die Elementary Teachers’ Federation of Ontario (ETFO); die Ontario English Catholic Teachers’ Association (OECTA); und der Ontario Secondary School Teachers’ Federation (OSSTF). Alle Lehrer an den öffentlich finanzierten Schulen in Ontario gehören einer der angeschlossenen Organisationen und der OTF an.